# Бойко Віктор Олексійович
Віктор Олексійович Бойко (нар. 6 липня 1961, Красногірка (Голованівський район) — український політик, депутат Київської обласної ради.

## З життєпису
Кандидат наук з державного управління (2004); член Політвиконкому Народної партії.
Народився в сім'ї колгоспників; дружина Ірина Миколаївна (1961); доньки Марина (1986), Тетяна (1989).
Освіта: Кіровоградський технікум механізації сільського господарства (1980); Українська сільськогосподарська академія (1985), інженер-електрик; Національна академія державного управління при Президентові України (2004), магістр державного управління.
Березень 2006 кандидат в народні депутати України від Народного блоку Литвина, № 17 в списку. На час виборів: народний депутат України, член НП.
Народний депутат України 4-го скликання з квітня 2002 до квітня 2006, виборчій округ № 102, Кіровоградська область, висунутий Блоком «За єдину Україну!». За 16.14 %, 18 суперників. На час виборів: радник голови правління НАК «Украгролізинг», член АПУ. Член фракції «Єдина Україна» (травень — липень 2002), член групи «Народний вибір» (липень 2002 — квітень 2004), уповноважений представник групи «Центр» (квітень — червень 2004), член фракції НАПУ (червень 2004 — березень 2005), член фракції НП (з березня 2005). Член Комітету з питань екологічної політики, природокористування та ліквідації наслідків Чорнобильської катастрофи (з червня 2002; заступник голови — з 2004).

#### Кар'єра
- Вересень 1980 — липень 1985 — студент Української сільськогосподарської академії.
- Листопад 1985 — вересень 1987 — майстер відділу головного енергетика «Укрремтрест» Держкомсільгосптехніки УРСР, місто Київ.
- Вересень 1987 — травень 1989 — служба в армії.
- Серпень 1989 — червень 1990 — інженер відділу головного механіка, червень 1990 — лютий 1991 — інженер відділу головного енергетика, лютий 1991 — березень 1992 — заступник начальника відділу матеріально-технічного постачання Київського ВО «Агромаш».
- Лютий 1992 — лютий 2001 — заступник генерального директора з комерційних питань, лютий 1999 — лютий 2001 — генеральний директор Українського ВО «Агромаш».
- Березень — серпень 2001 — радник генерального директора Державного лізингового підприємства.
- Серпень 2001 — квітень 2002 — радник голови правління НАК «Украгролізинг».
- Травень 2002 — травень 2006 — депутат Верховної Ради України IV скликання.
- Червень 2002 — вересень 2004 — заступник голови Комітету Верховної Ради України з питань екологічної політики, природокористування та ліквідації наслідків Чорнобильської катастрофи.
- 30 березня — 20 вересня 2005 — Голова Державного комітету України з державного матеріального резерву.
- 25 травня 2006 — присвоєно перший ранг державного службовця (перша категорія).
- Лютий 2009 — березень 2010 — заступник Міністра агропромислової політики України.
- 11 березня 2010 — 2 липня 2010 — міністр охорони навколишнього природного середовища України.
- Вересень 2010 — грудень 2012 — радник Голови Верховної Ради України.
- З 2010 — депутат Київської обласної ради.

Досягнення:
Свої статки Віктор Бойко заробив ще до того як почав займатися політичною діяльністю.
На посаді Голови Державного комітету України з державного матеріального резерву:
- після призначення на посаду ініціював комплексну перевірку Державного комітету України з державного матеріального резерву органами КРУ, СБУ, МВС, по результатах якої було виявлено недоїмку на суму 3,5 млрд грн., а подальше розслідування показало суму 7 млрд грн.;
- закупівля зернових культур у селян та продаж його за кордон,
- відкриття по всій Україні більше 4 тисяч спеціальних магазинів для малозабезпечених сімей, де можна було купити цукор та борошно по самих низьких цінах,
- проведення тендерів для закупівлі м'яса свинини у населення по вигідних цінах для продажу його за кордон; продаж за кордон близько 400 тис. тон зерна урожаю 2003—2004 років до Алжиру та Ірану.

На посаді міністра охорони навколишнього природного середовища України:
- реалізація програми по розширенню заповідних територій до 11 % площі країни;
- реалізація програми по утилізації відходів та поліпшенню стану звалищ на території України;
- реалізація програми установлення охоронних зон для об'єктів територій природо-заповідного фонду.

Заслужений працівник сільського господарства України (листопад 2003).